# Margarete Schahn
Margarete Schahn (* 30. Mai 1903 in Forst (Lausitz); † 11. April 1996 in Cottbus) war eine deutsche Politikerin (KPD, SED). Sie war von August 1953 bis Juli 1954 Oberbürgermeisterin der Stadt Cottbus und damit die erste Frau, die dieses Amt ausübte.

## Leben
Margarete Schahn wurde 1903 als Tochter eines Landwirts geboren. Sie machte dort eine Lehre zur Damenschneiderin und arbeitete in den Forster Tuchfabriken. Am 15. März 1945 wurde Schahn wegen Hochverrats und Spionage von der GeStaPo verhaftet und in das Zuchthaus Cottbus eingeliefert. Am 28. April 1945 kam sie mit dem Einmarsch der Roten Armee wieder frei. Im selben Jahr trat Schahn in die KPD ein, 1946 in die SED.
1949 wurde Schahn Kreissekretärin des Demokratischen Frauenbunds Deutschlands (DFD) in Forst. Am 27. April 1950 rückte sie an Stelle der ausgeschiedenen Claire Paatz in den Landtag Brandenburg nach und war bis 1952 Abgeordnete des Landtags. Von 1950 bis 1954 gehörte sie der Länderkammer der DDR an. 1952 wurde Schahn Vorsitzende des Rates des Kreises Forst. Im folgenden Jahr wurde sie von der SED als Cottbusser Bürgermeisterkandidatin vorgeschlagen und am 4. August 1953 von der Stadtverordnetenversammlung gewählt. Sie löste Hans Bertram ab. Nach dem Wiedererlangen des Status einer kreisfreien Stadt im März 1954 wurde sie Oberbürgermeisterin.
Während Schahns Amtszeit wurden große Teile der Cottbusser Kriegsruinen wiederaufgebaut sowie ein kommunaler VEB Nasspresssteine geschaffen. 1954 wurde die Pioniereisenbahn eingeweiht. Zudem wurde während Schahns Amtszeit die Versorgung der Bevölkerung durch die Einrichtung von HO- und Konsummärkten verbessert. Im selben Jahr fand in Cottbus der erste Karnevalszug nach dem Zweiten Weltkrieg statt.
Am 31. Juli 1954 wurde Schahn von Herbert Bomski als Oberbürgermeisterin abgelöst. Zuvor hatte der damalige Vorsitzende des Rates des Bezirkes Cottbus, Werner Manneberg, kritisiert, Schahn würde mit Leistungsschwächen eine Entwicklung der Stadt Cottbus zur Bezirksstadt behindern. Nach einer kurzen Tätigkeit im Rat des Bezirkes Cottbus wurde Schahn 1958 erste Stellvertreterin des Kreisratsvorsitzenden in Forst und ab 1962 Kreisvorsitzende der Nationalen Front. Margarete Schahn war bis März 1976 Mitglied der Bezirksrevisionskommission Cottbus der SED.
Am 11. April 1996 starb Margarete Schahn im Alter von 92 Jahren in einem Altenpflegeheim in Cottbus.

## Auszeichnungen
- 1962 Vaterländischer Verdienstorden in Silber[3]